# Estádio Carlos Alberto Gomes de Oliveira
O Estádio Municipal Carlos Alberto Gomes de Oliveira, conhecido como Coqueirão, é um estádio de futebol localizado na cidade de Surubim, no estado de Pernambuco, possui capacidade para 5.000 pessoas, é o único estádio da cidade.
O estádio está localizado ao lado da Escola Municipal Professor Doutor Amaro F. De Oliveira Sobrinho, da Creche Maria Isabel, e no parque principal do bairro do Coqueiro.
Originalmente, o estádio tinha capacidade para 3.000 pessoas. No entanto, devido a problemas estruturais, a arquibancada foi demolida e o estádio ficou fora de uso. Após uma série de reformas iniciadas em 2019, o estádio foi revitalizado com a construção de duas novas arquibancadas: a Leste, com capacidade para 3.000 pessoas, e a Oeste, com capacidade para 2.000 pessoas. Agora, o estádio oferece uma capacidade total para 5.000 pessoas.